# Лайсі
Лайсі (кит. спр. 莱西市, піньїнь: Láixī Shì) — місто-повіт в центральнокитайській провінції Шаньдун, складова міста Циндао.

## Географія
Лайсі розташовується у верхів'ях річки Дагу.

### Клімат
Місто знаходиться у зоні, котра характеризується вологим континентальним кліматом зі спекотним літом. Найтепліший місяць — липень із середньою температурою 24.8 °C (76.6 °F). Найхолодніший місяць — січень, із середньою температурою -4 °С (24.8 °F).
| Клімат Лайсі            | Клімат Лайсі | Клімат Лайсі | Клімат Лайсі | Клімат Лайсі | Клімат Лайсі | Клімат Лайсі | Клімат Лайсі | Клімат Лайсі | Клімат Лайсі | Клімат Лайсі | Клімат Лайсі | Клімат Лайсі | Клімат Лайсі |
| Показник                | Січ.         | Лют.         | Бер.         | Квіт.        | Трав.        | Черв.        | Лип.         | Серп.        | Вер.         | Жовт.        | Лист.        | Груд.        | Рік          |
| Середня температура, °C | −4           | −2,1         | 3,7          | 10,9         | 17           | 21,6         | 24,8         | 24,6         | 19,4         | 13,3         | 5,8          | −1,1         | 11,2         |
| Норма опадів, мм        | 8.9          | 9.9          | 15.7         | 43           | 47.3         | 78.2         | 200.9        | 170          | 76.3         | 36.4         | 25.9         | 10           | 722.5        |
| Днів з опадами          | 4,6          | 4,3          | 4,7          | 7            | 7            | 9,7          | 15,3         | 12,3         | 8,8          | 7,2          | 6,4          | 5,1          | 92,4         |
| Вологість повітря, %    | 60.3         | 60.6         | 58.6         | 59.1         | 61.3         | 71.3         | 82.6         | 80.5         | 69.1         | 63.8         | 62.2         | 60.6         | 65.8         |
| ----------------------- | ------------ | ------------ | ------------ | ------------ | ------------ | ------------ | ------------ | ------------ | ------------ | ------------ | ------------ | ------------ | ------------ |
| Джерело: Weatherbase    |              |              |              |              |              |              |              |              |              |              |              |              |              |